# ملحقات (سياسة)
الملحقات هي أقاليم أو مناطق غير مستقلة كلياً أو ليس لها سيادة تامة على أراضيها.

## قائمة الملحقات

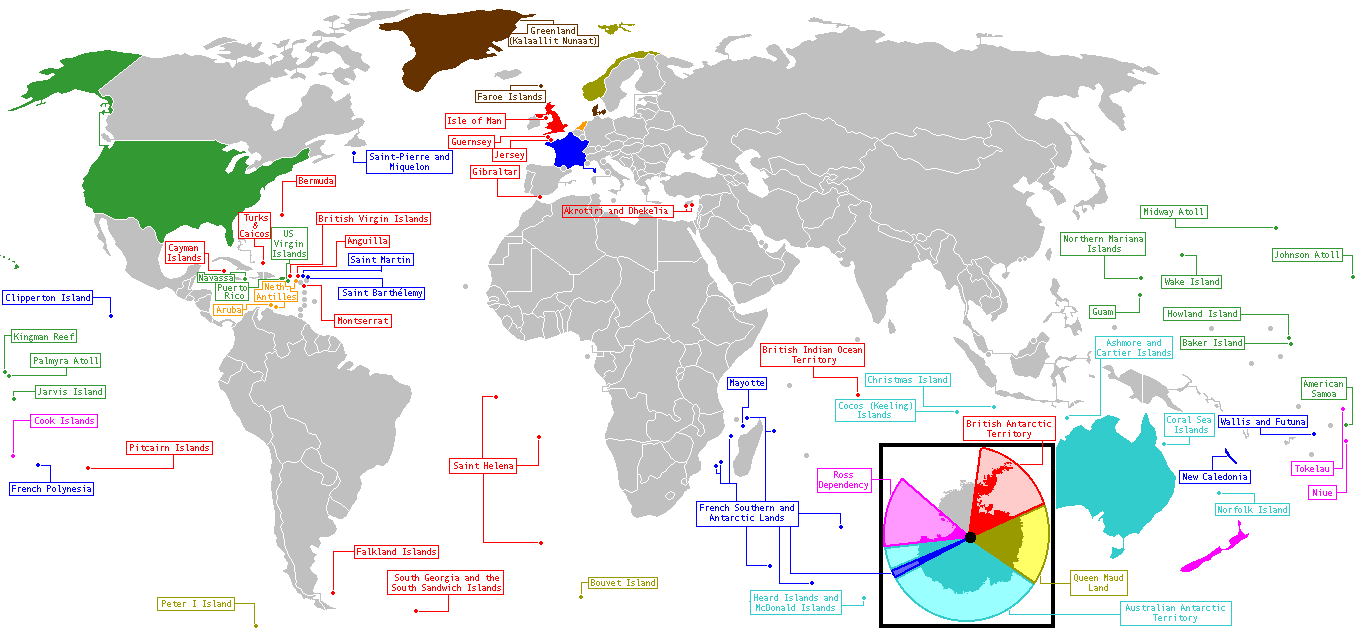
الملحقات في العالم

فيما يلي قائمة تحتوي على 58 إقليم تابع لدولة أخرى.

### أستراليا
- جزر أشمور وكارتيير
- جزر بحر المرجان
- جزيرة عيد الميلاد
- الإقليم القطبي الجنوبي الأسترالي
- جزر كوكس
- جزيرة نورفولك
- جزر هيرد وماكدونالد

### الدانمارك
- غرينلاند
- جزر فارو

### فرنسا
- بولينسيا الفرنسية
- سان بارتليمي
- سان بيار وميكلون
- سان مارتن الفرنسية
- الأراضي القطبية الجنوبية الفرنسية
- كاليدونيا الجديدة
- جزيرة كليبرتون
- مايوطة
- والس وفوتونا
- ملاحظة: مناطق تعد أجزاء مكملة للجمهورية الفرنسية، لذا لا تعتبر تبعيات:
  -  ريونيون
  -  جزر جوادلوب
  -  جويانا الفرنسية
  -  مارتينيك

### المملكة المتحدة
- أكروتيري ودكليا
- أنغويلا
- جزر برمودا
- جزر بيتكيرن
- جزر تركس وكايكوس
- جبل طارق
- جورجيا الجنوبية وجزر ساندويتش الجنوبية
- جزيرة جيرزي
- جزيرة جيرنزي
- سينت هلينا
- الجزر العذراء البريطانية
- جزر فوكلاند
- الإقليم القطبي الجنوبي البريطاني
- جزر كايمان
- جزيرة مان
- إقليم المحيط الهندي البريطاني
- مونتسرات

### النرويج
- جزيرة بطرس الأول
- جزيرة بوفيه
- أرض الملكة مود

### نيوزيلندا
- توكلو
- تبعية روس
- جزر كوك
- نييوي

### هولندا
- أروبا
- كوراساو
- بونير
- سابا
- سينت مارتن
- سانت أوستاتيوس

### الولايات المتحدة
ملاحظة: قاعدة معتقل غوانتانامو في كوبا تدار بواسطة الولايات المتحدة تحت بنود معاهدة، إلا أنها لا تعتبر تبعية أمريكية.
- جزيرة بالميرا المرجانية
- بورتو ريكو
- جزيرة بيكر
- جزيرة جارفيس
- [[ملف:|23x15px|border |alt=جزيرة جونستون المرجانية|link=جزيرة جونستون المرجانية]] جزيرة جونستون المرجانية
- ساموا الأمريكية
- الجزر العذراء الأمريكية
- غوام
- شعب كينغمان المرجانية
- جزر ماريانا الشمالية
- جزيرة ميدواي المرجانية
- [[ملف:|23x15px|border |alt=جزيرة نافاسا|link=جزيرة نافاسا]] جزيرة نافاسا
- جزيرة هاولاند
- جزيرة ويك